# Karsten Lauritzen
Karsten Lauritzen (ur. 14 października 1983 w Løgstør) – duński polityk, działacz młodzieżowy, deputowany i minister.

## Życiorys
W latach 2002–2003 pracował m.in. jako recepcjonista. W 2014 ukończył nauki polityczne na Uniwersytecie w Aalborgu. Od 2002 wchodził w skład władz centralnych Venstres Ungdom, młodzieżówki liberalnej partii Venstre. Pełnił funkcję wiceprzewodniczącego (2003–2005) i następnie przewodniczącego (2005–2007) tej organizacji.
W 2007 po raz pierwszy został wybrany na posła do Folketingetu. Mandat deputowanego ponownie uzyskiwał w 2011, 2015 i 2019.
28 czerwca 2015 wszedł w skład rządu Larsa Løkke Rasmussena jako minister ds. podatków. Pozostał na tej funkcji również w utworzonym 28 listopada 2016 kolejnym rządzie tego premiera, pełnił ją do 27 czerwca 2019. W 2022 został dyrektorem DI Transport, sekcji transportowej w duńskiej konfederacji przemysłu.